# Sabana (Orocovis)
Sabana es un barrio ubicado en el municipio de Orocovis en el estado libre asociado de Puerto Rico. En el Censo de 2010 tenía una población de 976 habitantes y una densidad poblacional de 188,89 personas por km².

## Geografía
Sabana se encuentra ubicado en las coordenadas 18°12′16″N 66°22′45″O / 18.20444, -66.37917. Según la Oficina del Censo de los Estados Unidos, Sabana tiene una superficie total de 5.17 km², de la cual 5.16 km² corresponden a tierra firme y (0.05%) 0 km² es agua.

## Demografía
Según el censo de 2010, había 976 personas residiendo en Sabana. La densidad de población era de 188,89 hab./km². De los 976 habitantes, Sabana estaba compuesto por el 84.02% blancos, el 6.45% eran afroamericanos, el 0.2% eran amerindios, el 0.1% eran isleños del Pacífico, el 5.84% eran de otras razas y el 3.38% pertenecían a dos o más razas. Del total de la población el 99.39% eran hispanos o latinos de cualquier raza.